# Christoffer Geissler
Christoffer "Stoffe" Geissler född 26 maj 1980, är en svensk handbollstränare och tidigare handbollsspelare.

## Karriär
Geisslers moderklubb är KFUM Lundagård. 2000 debuterade han i elitserien för H43 Lund. 2007–2012 spelade han som mittnia för HK Malmö. 2012 återvände han till H43 Lund. 2014 blev han assisterande tränare i H43 med Robert "Knirr" Andersson som huvudtränare. Men mitt i säsongen 2014–2015 gick H43 i konkurs. 2022 presenterades han som assisterande tränare i Lugi HF.

## Meriter
- 8 J-landskamper med 16 gjorda mål enligt Svenska Handbollsförbundets landslagsstatistik
- 14 säsonger i elitserien (2014)
- 156 matcher i elitserien (2007-01-01)
- 351 mål i elitserien (2007-01-01)

## Privat
Sebastian Geissler, hans två år yngre bror, har också spelat elithandboll.